# The Near Future
The Near Future – drugi album studyjny amerykańskiego zespołu I Fight Dragons, wydany 9 grudnia 2014 roku. Początkowo album miał zostać wydany 16 września tego samego roku, lecz zespół musiał przesunąć premierę o 3 miesiące. Przedpremierowe wydania winylowe i digital download zawierają min. utwory w formacie WAV, plakat, ilustrowany booklet oraz The Future Imperfect – zbiór utworów i dem, które nie znalazły się na The Near Future.

## Lista utworów
Strona A (The Near Future Song Cycle)
1. „I. Prelude” – 0:28
2. „II. Eighteen” – 3:18
3. „III. Battle” – 3:19
4. „IV. Another Week” – 3:22
5. „V. Meeting” – 1:03
6. „VI. Rescue” – 1:17
7. „VII. Time to Fly” – 3:19
8. „VIII. Requiem” – 1:01
9. „IX. Return” – 0:32
10. „X. Fighting On” – 4:35

Strona B
1. „No Strings” – 3:05
2. „Pretend” – 3:22
3. „Chicago” – 3:42
4. „Always” – 2:29
5. „Jimmy and Sally” – 6:46

The Future Imperfect (Bonus Tracks and Demos That Didn’t Make the Near Future)
1. „Burnadette” – 2:25 (Wydanie z Project Atma)
2. „History Repeating” (Cyborg Liberation Sessions) – 3:01
3. „Buy Buy Buy” – 1:54 (Demo)
4. „Hero” – 3:16 (z gry Magic: The Gathering - Duels of the Planeswalkers 2014)
5. „Dreams and Lies” (Acoustic) – 3:46 (Demo)
6. „Seek and Destroy” (Cyborg Liberation Sessions) – 3:35
7. „Steady and Slow” – 2:34 (Demo)
8. „No!” – 3:21 (Demo)
9. „Shit’s Gonna Be OK” (Cyborg Liberation Sessions) – 3:24
10. „On Self Doubt” (Acoustic) – 3:35 (Demo)